# 까르메네

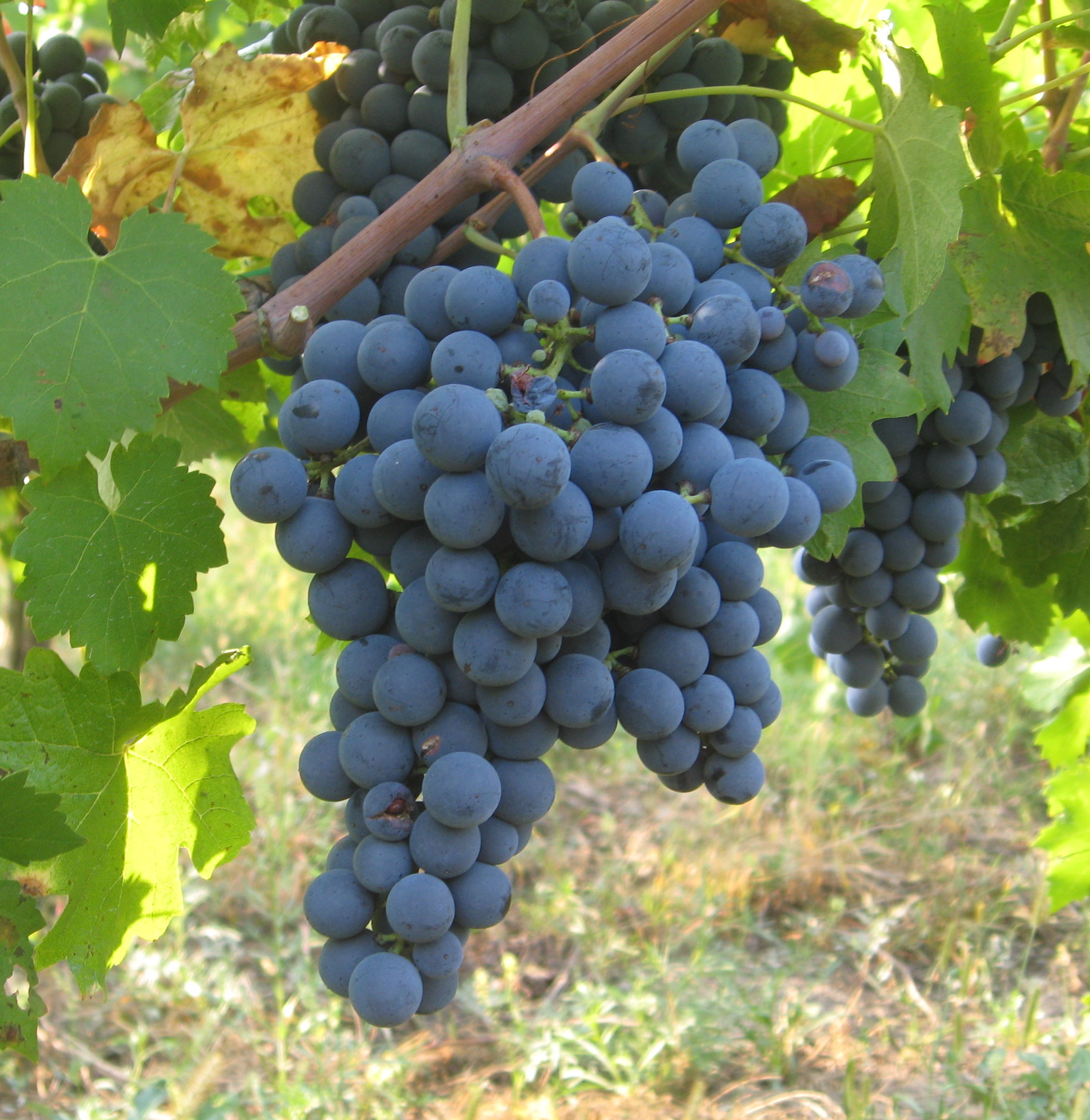

까르메네(카르메네르, Carménère) 포도는 원래 프랑스 보르도의 메독(Médoc) 지역에 심어진 와인용 포도 품종으로, 그곳에서 딥 레드 와인을 생산하는 데 사용되었고 때로는 쁘띠 베르도(Petit Verdot)와 같은 방식으로 블렌딩 목적으로 사용되기도 했다.
까르메네라는 이름은 까베르네(Cabernet) 포도과에 속하며, 프랑스어로 진홍(carmin)을 뜻하는 단어에서 유래했는데, 이는 낙엽 전 가을 단풍이 선명한 진홍빛을 띤다는 뜻이다. 포도는 역사적인 보르도 동의어인 Grande Vidure로도 알려져 있지만, 현재 유럽연합 규정에서는 이 이름으로 유럽 연합으로 수입하는 것을 금지하고 있다. 까베르네 소비뇽(Cabernet Sauvignon), 까베르네 프랑(Cabernet Franc), 메를로(Merlot), 말벡(Malbec), 쁘띠 베르도(Petit Verdot)와 함께 까르메네는 보르도의 오리지널 6개 적포도 중 하나로 간주된다.
현재 프랑스에서는 거의 발견되지 않으며, 이 품종이 재배되는 세계 최대 지역은 칠레로, 센트럴 밸리에서 8,800헥타르(2009년) 이상 재배되고 있다. 따라서 칠레는 오늘날 이용 가능한 대부분의 까르메네 와인을 생산하고 있으며, 칠레 와인 산업이 성장함에 따라 특히 카베르네 소비뇽과 함께 블렌딩 포도로서 까르메네의 잠재력에 대한 더 많은 실험이 수행되고 있다.
까르메네는 또한 이탈리아의 동부 베네토와 프리울리-베네치아 줄리아 지역, 아르헨티나, 그리고 미국의 캘리포니아와 왈라왈라(워싱턴과 오리곤)에서도 소량 재배된다.